# کوبشوتس
کوبشوتس (به آلمانی: Kubschütz) یک شهر در آلمان است که در باوتسن واقع شده‌است. کوبشوتس ۲٬۸۹۳ نفر جمعیت دارد.